# 金廷恩
金廷恩（1976年3月4日—），名字正確漢字為金諪恩，韓國女演員。中文使用地區早期暫譯為金晶恩，直到她在2006年初至臺灣宣傳《露露公主》時，才正名為金廷恩，但同年9月，確認身分證上的漢字實為金諪恩。

## 經歷
1996年MBC第25期公開選拔演員，出道作品為1997年MBC的《星星在我心》。2004年憑主演SBS電視劇《巴黎戀人》姜泰英一角，大受歡迎。電影方面，2002年與鄭俊鎬合作的《家門的榮耀》一片獲得好評，在2008年上映的《我們人生中最棒的瞬間》，成功化身為韓國女子手球代表隊選手，票房再創佳績。
電視節目方面，金廷恩曾擔任SBS電視台音樂談話性節目《金廷恩的巧克力》的主持工作，卸下主持工作後，被邀請出任2011年6月24日開播的SBS電視台《奇蹟的選秀》的評審。
2010年演出SBS《我是傳說》扮演一個失婚後的歐巴桑，重新找回高中時組樂團夢想；2012年初演出韓國綜編頻道TV朝鮮以假想南北韓統一為背景的劇集《韓半島》；2012年秋天以KBS《嗚啦啦夫婦》回歸電視螢幕，久違的喜劇演出功力依舊不減，獲得觀眾的讚賞。

## 感情生活
曾與男演員李瑞鎮相戀3年多，但這場感情最終於2008年10月底分手畫上句點。2016年3月28日與穩定交往相戀3年多的圈外人老公結婚，婚後來往首爾及香港兩地生活。

## 演出作品

### 電視劇

#### 1990年代
- 1997年：MBC《星星在我心》
- 1997年：MBC《昨日》
- 1997年：MBC《英雄叛亂》
- 1997年：MBC《復仇血戰》
- 1997年：MBC《五月的愛》
- 1997年：MBC《與他一起看鐵達尼》
- 1998年：MBC《異邦人》
- 1998年：MBC《為了愛》
- 1998年：MBC《向日葵》 飾 文順英
- 1999年：MBC《怕見眼淚》 飾 姜惠景
- 1999年：MBC《幸福每一天（朝鲜语：날마다 행복해）》 飾 吳珠蘭

#### 2000年代
- 2000年：MBC《因為你》 飾 李禎雨
- 2000年：MBC《AIR FORCE》 飾 林世妍
- 2000年：MBC《愛上女主播》 飾 劉永希
- 2001年：MBC《獵狼》 飾 美妍
- 2001年：SBS 《父與子》 飾 恩珠
- 2001年：SBS《男與女》 飾 恩珍
- 2001年：SBS《女人天下》 飾 稜金
- 2004年：SBS《巴黎戀人》 飾 姜苔玲
- 2005年：SBS《露露公主》 飾 高姬秀
- 2006年：SBS《戀人》 飾 尹美珠
- 2008年：MBC《綜合醫院2》飾 鄭河潤
- 2008年：SBS《On Air》（第16集客串）

#### 2010年代
- 2010年：SBS《我是傳說》飾 全雪熙
- 2012年：TV朝鮮《韓半島》飾 林真彩
- 2012年：KBS《嗚啦啦夫婦》飾 羅如玉
- 2015年：MBC《讓女人哭泣》飾 鄭德仁
- 2017年：OCN《Duel》飾 崔朝惠

#### 2020年代
- 2020年：MBN《我的危險妻子》飾演 沈在景
- 2023年：JTBC《大力女子姜南順》飾演 黃金主
- 2024年：tvN《因為不想吃虧》飾演 黃金主（第3集客串）

### 電影
- 2002年：《有趣的電影》 飾 尚美/花子
- 2002年：《家門的榮耀》 飾 張珍京
- 2003年：《蝴蝶》 飾 美惠
- 2003年：《spring breeze》 飾 和靜
- 2004年：《我男朋友的羅曼史》 飾 金賢珠
- 2005年：《智齒》飾 趙仁英
- 2006年：《好好過日子》飾 朴賢珠
- 2007年：《我們人生中最棒的瞬間》飾 金慧慶
- 2010年：《食客2》飾 裴薔恩
- 2013年：《王牌巨猩》(特別演出)

### MV
- 1998年：曹誠模《不朽的愛情》（與李炳憲、黃秀貞、金勝友）
- 2004年：曹誠模《Mr.Flower》（與蘇志燮）
- 2009年：李承哲《愛情真難》（與尹相鉉）

## 主持
- 2000－2001年：KBS 2Radio 《給忘了夜晚的你(밤을 잊은 그대에게)》 DJ
- 2000－2001年：SBS  《心情好的夜晚》 MC
- 2001年：SBS 《一晚的TV娛樂(한밤의 TV연예)》 MC
- 2008－2011年：SBS 《金廷恩的巧克力(김정은의 초콜릿)》MC

## 選秀評審
- 2011年：SBS 奇蹟的選秀(Miracle Audition)

## 獲獎與提名
2002年
- 第23屆青龍電影獎—人氣明星賞

2003年
- 百想藝術大賞—人氣賞

2004年
- 韓法文化獎
- 第5屆大韓民國影像大獎—最上鏡獎
- 第25屆青龍電影獎—人氣明星賞
- SBS演技大賞—SBS十大明星獎、大賞 (與朴新陽)

2005年
- 2005亞洲電視大獎—最佳電視女主角
- 第41屆百想藝術大賞 電視部門—女子最優秀演技獎
- 第26屆青龍電影獎—最佳女主角提名

2006年
- SBS演技大賞—十大明星獎
- SBS演技大賞—PD賞

2008年
- 百想藝術大賞—人氣賞

2009年
- SBS演藝大賞—製作人最佳MC賞

2010年
- SBS演技大賞—特別企劃部門最優秀女演員獎
- 第3屆亞洲時尚偶像獎—時尚偶像電視之星賞

2015年
- MBC演技大賞—連續劇部門女子最優秀演技賞

## 争议言論及事件
在2019年，香港反修例運動愈演愈烈之際，於6月16日示威遊行當日，金諪恩發布遊行影片支持香港示威者，並稱：「入夜後，身穿黑衣的香港市民仍繼續和平示威。我還在那兒看到了很多小學生，祈禱不再有傷亡。」，引发争议。